# Kecset

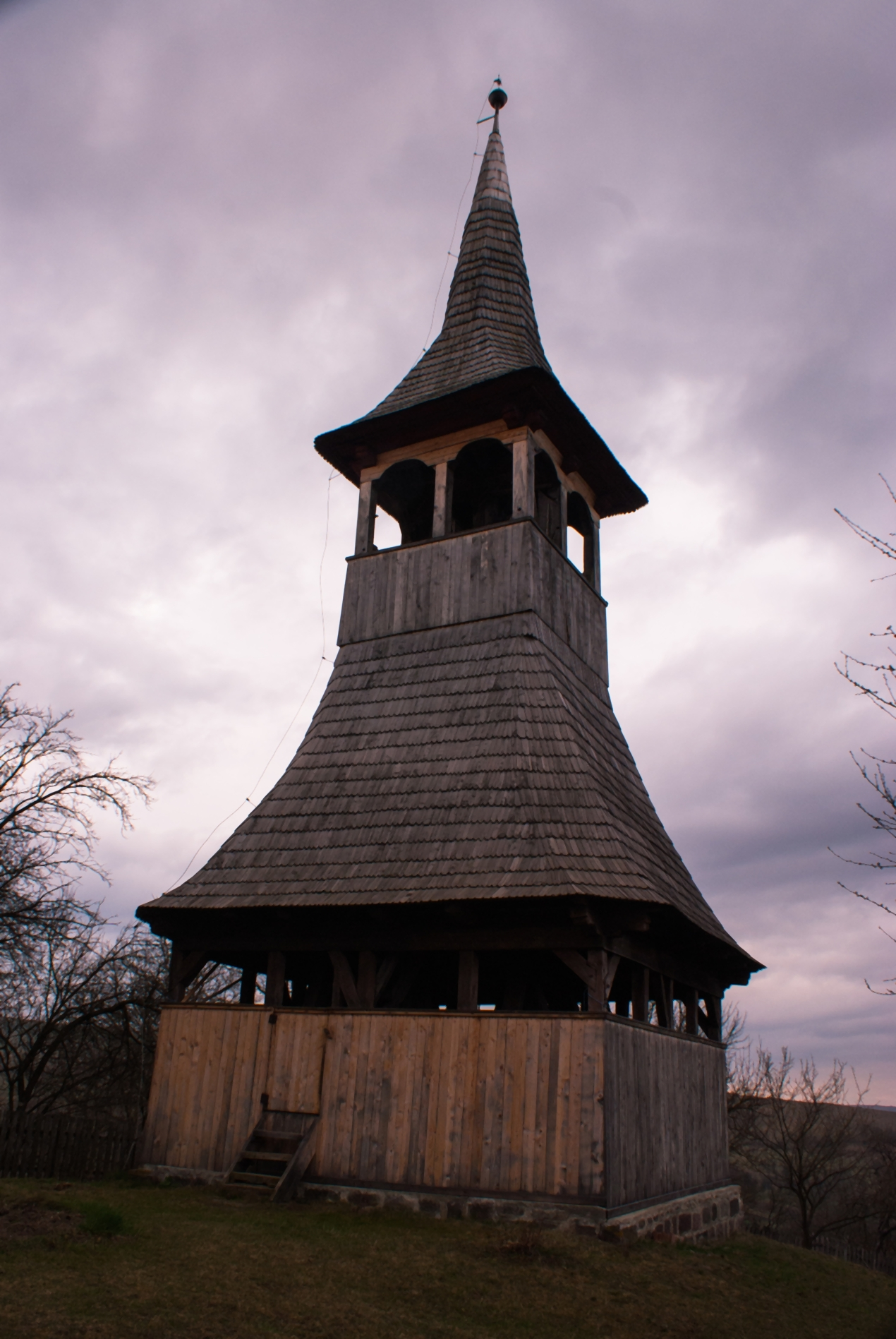
Harangláb a református templom mellett

Kecset (románul Păltiniș, németül Heiligengeist) falu Romániában Hargita megyében. Közigazgatásilag Farkaslakához tartozik.

## Fekvése
A falu Székelyudvarhelytől 16 km-re északnyugatra a Gada-patak középső és felső szakasza mentén települt.

## Története
Az 1950-es évekig Kecsetkisfalud része volt. 1910-ben Kecsetkisfaludnak 749 magyar lakosa volt. A trianoni békeszerződésig Udvarhely vármegye Udvarhelyi járásához tartozott. 1992-ben 430 magyar lakosa volt.
Református temploma 1838 és 1842 között épült a régi 17. századi, az pedig a középkori templom helyére. Fa haranglába felirata szerint 1795-ben épült.

## Látnivalók
- A falu jellegzetes népviseletéről, táncegyütteséről híres[6]
- Természeti látványosság Rézpataka, amely vörös színű homokjáról kapta nevét.[2]